# Roel Braas

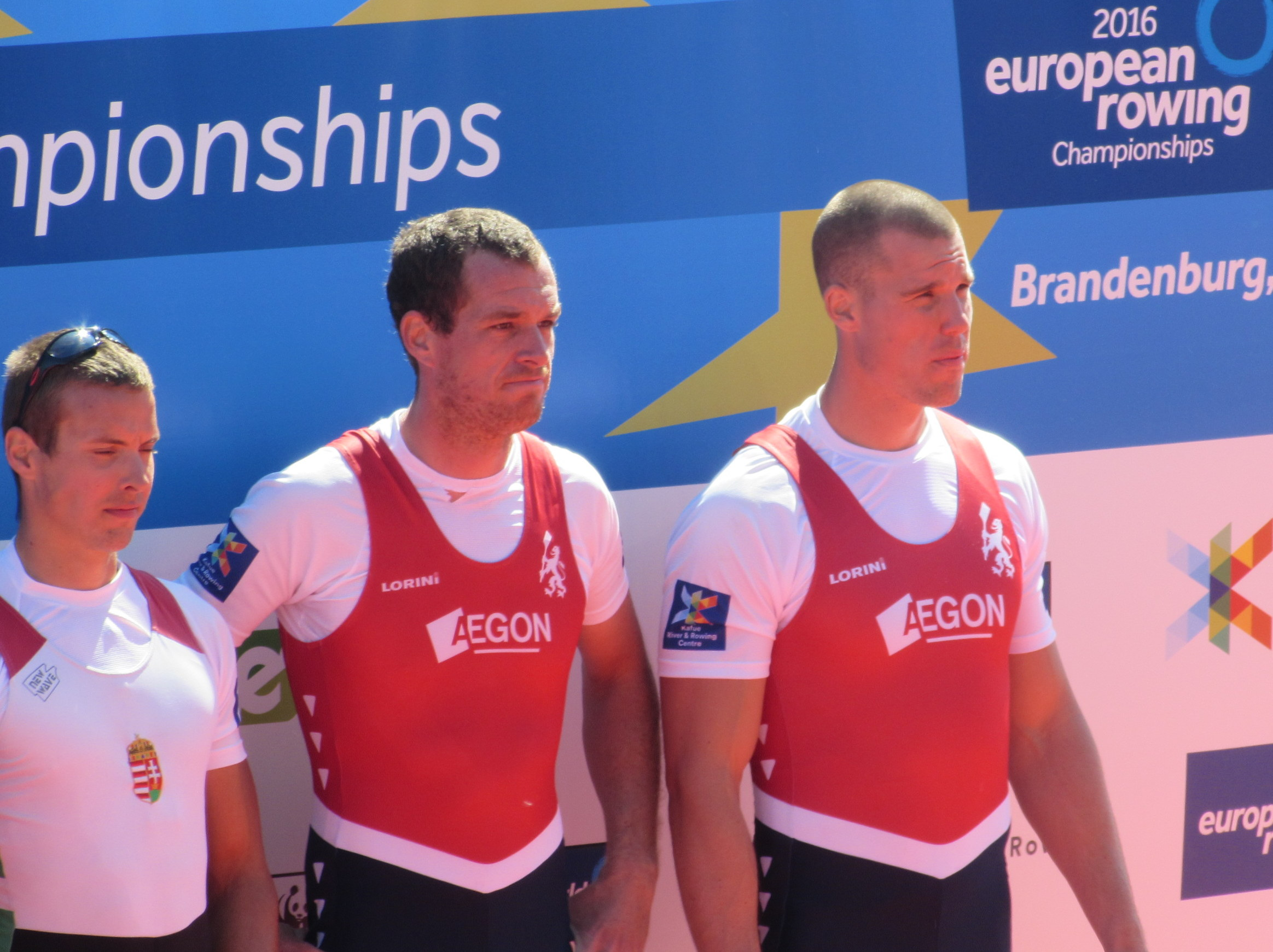
Mitchel Steenman und Roel Braas (rechts), Siegerehrung EM 2016

Roel Hubertus Braas (* 11. März 1987 in Alkmaar) ist ein niederländischer Ruderer.
Bei den U23-Weltmeisterschaften 2009 ruderte Braas im Einer auf den zweiten Platz hinter dem Deutschen Lauritz Schoof. 2010 trat Braas in der Erwachsenenklasse an und belegte im Einer den 15. Platz bei den Europameisterschaften und den 13. Platz bei den Weltmeisterschaften. 2011 wechselte Braas in den niederländischen Achter und erreichte in dieser Bootsklasse den sechsten Platz bei den Weltmeisterschaften. 2012 belegte Braas mit dem niederländischen Achter den fünften Platz bei den Olympischen Spielen.
2013 kehrte Braas in den Einer zurück. Er gewann die Bronzemedaille bei den Europameisterschaften und belegte den fünften Platz bei den Weltmeisterschaften. Nach dem neunten Platz bei den Weltmeisterschaften 2014 und dem elften Platz bei den Europameisterschaften 2015 verließ Braas den Einer wieder und bildete mit Mitchel Steenman einen Zweier ohne Steuermann. Mit einem vierten Platz bei den Weltmeisterschaften 2015 gelang den beiden die direkte Qualifikation für die Olympischen Spiele 2016. In die Olympiasaison 2016 starteten Braas und Steenman mit dem Gewinn der Bronzemedaille bei den Europameisterschaften 2016. Bei den Olympischen Spielen 2016 belegten die beiden Niederländer den achten Platz.
Bei den Europameisterschaften 2017 ruderte Braas im niederländischen Achter, der in der Besetzung Boaz Meylink, Kaj Hendriks, Tone Wieten, Roel Braas, Ruben Knab, Mechiel Versluis, Robert Lücken, Bjorn van den Ende und Steuermann Diederik van Engelenburg hinter den Großbooten aus Deutschland und aus Polen die Bronzemedaille gewann.
Der 2,00 m große Braas rudert in Amsterdam für den Verein Okeanos.